# Pometon
Pometon is een geslacht van kevers uit de familie van de loopkevers (Carabidae). De wetenschappelijke naam van het geslacht is voor het eerst geldig gepubliceerd in 1899 door Fleutiaux.

## Soorten
Het geslacht Pometon omvat de volgende soorten:
- Pometon bolivianus Huber, 1999
- Pometon singularis Fleutiaux, 1899